# M48 Patton
M48 Patton là tên một loại tăng thuộc thế hệ xe tăng hạng trung Patton do Hoa Kỳ thiết kế. Nó được các đồng minh của Hoa Kỳ trong Chiến tranh Lạnh, nhất là NATO, sử dụng rất phổ biến.
M48 Patton được thiết kế và chế tạo để thay thế cho các loại xe trước đó là M46 Patton và M47 Patton.

## Phát triển
Những năm 1950, quân đội Mĩ đã tìm kiếm một loại xe tăng mới để thay thế cho các xe tăng M46 Patton. Một trong những loại tăng đó là M47, vốn tạo ra bởi một tháp pháo mới gắn lên thân xe M46. Phiên bản này chỉ là một giải pháp tạm thời để đáp ứng nhu cầu chạy đua trong một thời gian ngắn. Và ngay cả trước khi M47 được đưa vào sản xuất, quân đội Mĩ đã ký hợp đồng phát triển loại xe tăng M48 thay thế vào tháng 12 năm 1950.
Loại xe tăng M48 mới vẫn giữ nguyên động cơ và hệ thống truyền động của M47, hệ thống treo gần như tương tự và mang xích rộng hơn. Mục tiêu chính của nhóm thiết kế là tạo ra một bố trí giáp tốt hơn cũng như thiết kế xe với một vòng xoay tháp pháo rộng hơn. Người lái xe phụ không còn có chỗ trên M48 và bố trí giáp được đưa vào từ xe tăng hạng nặng M103. Xe có tháp chỉ huy lớn, 5 bánh chuyển động lùi và bánh phụ trợ kéo căng xích nằm ở đuôi (ngay bên dưới bánh truyền động), đây là những đặc điểm riêng biệt của dòng M48A1 và M48A2. Phuộc giảm xóc được lắp ở 2 bánh chịu lực đầu tiên và bánh chịu lực cuối cùng. Lỗ thông gió cho tháp pháo nằm trên đỉnh phía sau đuôi của tháp pháo (ngay trước giá treo hàng). Có 1 giá treo can nước ngay bên trái giá treo hàng. Hàng tay nắm nằm ngay dưới cửa thoát hiểm. Chỗ phồng lên ở sườn tháp pháo là kính đo xa lập thể (tạo hiệu nổi ứng 3 chiều). Móc treo lớn của M48 nằm ở sau đuôi tháp pháo, ngay cạnh giá treo hàng và phía sau kính đo xa là điểm khác biệt cơ bản nhất của tháp pháo M48 với M60.
M48 được điều khiển bằng vô lăng lái như xe hơi, chân thắng nằm bên trái, phía dưới vô lăng và chân ga nằm bên phải. Hộp màu xanh nằm ngay cạnh bình cứu hỏa cạnh ghế lái là máy sưởi của lái xe. Bình cứu hỏa bên trái được gắn vào một bơm thổi và tay cầm phía bên phải ghế lái là chốt mở của máy bơm cứu hỏa của tháp pháo. Cần số đang ở chế độ đậu. Xe có 5 số: số đậu, số mo, số thường, số leo dốc và số lùi. Giữa vị trí của chân ga và cần số là cần khóa van tiết lưu. Khi xe đi lùi, xoay tay lái về bên trái, xe sẽ xoay bên phải và ngược lại. Khi ở số mo xe có thể xoay tròn bằng cách quay cần lái theo hướng lái xe muốn.
Tương tự như trường hợp M47, nỗi sợ hãi trong chiến tranh lạnh dẫn đến một lịch trình sản xuất quá khắt khe mà không có đủ các kiểm tra. Mẫu thử nghiệm M48 được thiết kế và chế tạo chỉ trong 1 năm và chiếc xe được sản xuất đầu tiên đi ra khỏi dây chuyền vào tháng 4/1952 tại nhà máy sản xuất tăng mới tại Newark, Delaware, nơi mà người ta chỉ vừa mới động thổ khởi công cách đó 14 tháng. Việc sản xuất được lên kế hoạch tạo ra 9.000 chiếc M48 cho đến tháng 7/1954 nhưng các vấn đề kĩ thuật nghiêm trọng trong những lô sản xuất đầu tiên. GAO (văn phòng kiểm toán chính phủ) sau đó báo cáo rằng "các xe sản xuất đầu quá kém hiệu quả đến nổi không thể dùng làm xe huấn luyện". Quân đội Mĩ sau đó tuyên bố nhiều vấn đề liên quan đến M48 là do bảo dưỡng kém và thiếu sự chú ý của tổ lái chứ không phải do yếu tố kĩ thuật.

## Hoạt động
Xe tăng M48 được đưa vào phục vụ lần đầu tại Sư đoàn thiết giáp số 2 vào 1953 và đến 1955, xe tăng M47 đã được tuyên bố là loại "tiêu chuẩn có giới hạn" (nghĩa là chúng đang mất dần đi vị thế "tiêu chuẩn" của mình). Sự nghiệp của M47 khá ngắn hạn, trong số 8.676 chiếc được sản xuất, trừ vài trăm chiếc ra, số còn lại đều được xuất cho các nước đồng minh của Mĩ dưới Chương trình Hỗ trợ Quân sự (MAP). Xe tăng M47 tiếp tục tạo thành xương sống cho lực lượng tăng NATO cho đến 15 năm sau.
Dòng M48 về sau được tiếp nối với đời M48A1 có khoảng 3.200 chiếc đời này được sản xuất. Gần như tương tự với M48, M48A1 thay thế khẩu súng máy.50cal điều khiển từ xa của M48 bằng một tháp pháo con M1 gắn súng máy.50cal ở bên trong.
Một trong những điểm yếu lớn nhất của M48 và M48A1 đó là tầm hoạt động ngắn, chỉ khoảng 112 km. Mặc dù vẫn tốt hơn loại xe tăng tương tự của Anh là Centurion, tấm hoạt động ngắn của xe buộc phải dùng đến một giá mang 4 thùng nhiên liệu 55gallon (208 lít) ở sau xe. Hạn chế này sau đó đã được huỷ bỏ khi M48A2 được giới thiệu vào năm 1955. Xe tăng M48A2 tích hợp một thế hệ động cơ mới, loại AVL-1790-8 tiết kiệm nhiên liệu hơn nhờ vào hệ thống bơm nhiên liệu. M48A2 còn có khoang động cơ mới cho phép giảm "tín hiệu" hồng ngoại cũng như mang theo bình nhiên liệu lớn hơn. Kết hợp lại, các yếu tố đó khiến cho xe có tầm hoạt động xa hơn gấp 2 lần so với M48A1.
Các xe M48 và M48A1 sau đó được xuất khẩu thông qua MAP và M48A2 trở thành phiên bản sản xuất rộng rãi nhất trong số 11.703 chiếc M48 Patton được sản xuất cho đến khi việc sản xuất dừng lại năm 1959. Trong khi quá trình sản xuất M48A2 còn đang dang dở, người ta đã quyết định thay thế loại thiết bị tìm tầm lập thể rối M13A1 bằng loại tìm tầm trùng hợp M17C. Tình năng này, cùng với các cải tiến cho việc điều khiển hoả lực, đã được trang bị cho loại xe tăng M48A2C. Khác biệt bên ngoài duy nhất giữa phiên bản này so với các xe M48A2 trước đó là sự vắng mặt của một bánh đỡ xích nhỏ nằm giữa bánh đi đường cuối cùng và bánh chủ động. Dòng M48A2C chỉ có 3 bánh chuyển động lùi và không có bánh phụ trợ làm căng xích giữa bánh chịu lực cuối và bánh truyền động. Nhưng điểm thay đổi quan trọng nhất lại nằm bên trong xe, bao gồm 1 hệ thống đo xa và 1 hệ thống điều khiển bắn mới được lắp đặt. Hệ thống đo xa mới này nằm trên nóc tháp pháo.
Quân đội Mĩ nhìn chung khá hài lòng với M48A2, cho đến khi Liên Xô giới thiệu loại xe tăng T-54/55 buộc Bộ chỉ huy tăng ôtô của quân đội Mĩ phải khởi động các nghiên cứu thiết kế một loại xe tăng có pháo lớn hơn.
Đến đầu những năm 1970, quân đội Mĩ đã cho thay thế các xe tăng M48 bằng M60 và M60A1, chuyển các xe tăng M48A3 cho Thủy quân lục chiến. Các trì hoãn nghiêm trọng trong việc sản xuất xe tăng M60A2 và kho vũ khí bị hao hụt bởi các chuyến hàng viện trợ xe tăng M60A1 đến Israel để bù cho các thiệt hại nặng sau cuộc chiến tranh Yom Kippur tháng 10/1973 dẫn đến việc thiếu hụt xe tăng trong khi Liên Xô đã tăng cường lực lượng của mình bằng loại xe tăng T-62 và T-64. Để đối phó với chi phí thấp cho đến khi việc sản xuất M60A1 cung cấp đủ số lượng, người ta quyết định nâng cấp các xe tăng "về vườn" M48, M48A1, M48A2 và hầu hết các xe M48A3 lên tiêu chuẩn M60. Các xe mới này được gọi là M48A5. Xe tăng M-48A5 được bọc giáp dày 120mm ở mặt trước thân xe, ở hai mặt phía trước xe dày 76mm, hai mặt phía sau dày 51mm, mặt trước tháp pháo dày 110mm. Nơi mỏng nhất trên M-48 là sàn xe bọc giáp 25mm. Hỏa lực chính của xe tăng M48A5 là pháo nòng xoắn 105mm (54 viên đạn trong xe) bắn được các loại đạn chống tăng nổ phá (Hight Explosive Anti Tank), đạn thuốc nổ chất dẻo (High Explosive Plastic), đạn phosphor trắng (White Phosphorus), đạn "canister" (trong đạn chứa rất nhiều vật nhỏ nhọn dùng sát thương bộ binh). Vũ khí phụ gồm một súng máy 12,7mm M2HB (3.000 viên đạn) do trưởng xe phụ trách, một súng máy đồng trục 7,62mm M73 (10.000 viên đạn).
Hệ thống điều khiển hỏa lực trên M48A5 được cải tiến tốt hơn so với M-48 đời đầu. Xe trang bị động cơ diesel AVDS-1790-2 V12 750 mã lực. Xe có tốc độ tối đa 48 km/giờ, tầm hoạt động 463 km. Nhiều khác biệt trong quá trình hoán cải cũng được bắt gặp. Các xe tăng M48 đời đầu đòi hỏi động cơ mới cũng như các thay đổi trong điều khiển hoả lực và pháo 105mm cũng như những yếu tố liên qua. Việc hoán cải M48A3 diễn ra với chi phí thấp hơn do các xe này chỉ cần pháo M68 mới, các giá để đạn mới, giá để hàng quanh tháp pháo mới và xích T142 và các cải tiến khác. Các xe M48A5 đầu tiên (số seri từ A3001 đến A3999) sử dụng cupola M1 trang bị G305 nhưng các xe đời sau sử dụng cupola Urdan do Israel sản xuất, mang 2 súng máy M60A2 bên ngoài và động cơ 2D mới được gọi là M48A5 (Low Profile). Có tổng cộng 2.050 lượt hoán cải trên được thực hiện tại Depot Anniston.

## Hỏa lực
Về cơ bản, các yếu tố liên quan đến điều khiển hoả lực của xe tăng M48 đều tương tự với M47. Khác biệt lớn nhất giữa hai loại xe đó là trên M47, xạ thủ điều khiển thiết bị tìm tầm trong khi ở M48, xa trưởng chịu trách nhiệm cho thiết bị này. Các thiết bị điều khiển của xạ thủ đều được đặt trên một bộ điều khiển hoả lực với một tay cầm dạng súng lục (chỉ dùng cho tay phải). Hệ thống xoay tháp pháo bằng thủy lực sẽ vận hành khi xạ thủ xoay tay cầm. Di chuyển tay cầm lên xuống sẽ nâng hoặc hạ pháo chính. Hệ thống xoay tháp pháo bằng thủy lực của xe tăng M47 và M48 thay thế cho loại cơ khí hay vận hành bằng điện giúp cho xe tăng có tốc độ xoay pháo nhanh nhất vào thời đó, mặc dù đòi hỏi nhiều bảo dưỡng hơn. Ở bên trái bộ điều khiển hoả lực là các thiết bị điều khiển thủ công dùng cho trường hợp hệ thống thủy lực gặp sự cố. Ở bên phải bộ điều khiển là một thiết bị báo góc phương vị để báo cho xạ thủ biết hướng quay của tháp pháo so với thân xe và ở sau thiết bị này là máy tính đạn đạo. Thiết bị nhắm chính của xạ thủ là một kính nhắm 6X với các đường kẻ được làm nổi, một kính nhắm dự phòng khác cũng có mặt, tuy nhiên không được kết nối với máy tính hay thiết bị tìm tầm. Xa trưởng của xe có một tay cầm điều khiển gần như tương tự với xạ thủ và có thể thay cho xạ thủ xoay và nâng hạ pháo. Ở xe tăng M48, người này chịu trách nhiệm vận hành thiết bị đo xa bằng quang học và có kính quan sát riêng để giám sát khu vực.
Pháo 90mm M36 của xe tăng M47 Patton và M41 của M48 Patton có thể bắn nhiều loại đạn khác nhau và việc lựa chọn loại đạn tuỳ thuộc vào nhiệm vụ của chiếc xe được giao. Vào những thập niên 1950-1960, quân đội Mĩ lệ thuộc chủ yếu vào loại đạn HEAT bởi vì chúng có thể xuyên phá mọi loại giáp tăng vào thời đó. Loại đạn HEAT này có tốc độ bay khá chậm và có đường bay cong so với loại đạn động năng. Và đây cũng là một trong những nguyên nhân chính cho việc sử dụng hệ thống kính ngắm đo xa phức tạp để có thể sử dụng đạn HEAT chính xác. Mặc dù M48 có ít đạn hơn so với M47, tuy nhiên đạn trên xe lại được bố trí thuận tiện hơn.
Thời gian trung bình từ lúc phát hiện mục tiêu cho đến khi khai hoả vào khoảng 15 giây và khả năng trúng phát đạn đầu tiên ở tầm 1.500 mét là khoảng 50%, chỉ số này là khá tốt vào thời đó. Đó là nhờ vào hệ thống tìm tầm tinh vi và máy tính đạn đạo (điện-cơ học) của xe. Một tổ lái tốt ở châu Âu có thể bắn viên đạn pháo đầu tiên trúng vào mục tiêu ở 90% các trường hợp, tuy nhiên điều này đòi hỏi sự phối hợp và liên lạc đồng bộ giữa các thành viên tổ lái. Theo tiêu chuẩn thời bình, người ta có thể dừng một chiếc M48 đang chạy với tốc độ 32 km/h, xác nhận mục tiêu và khai hỏa chỉ trong 7 giây. Tuy vậy, xe tăng M48 vẫn chịu chung vấn đề về hệ thống kính đo tầm xa sử dụng khá phức tạp giống như M47.

## Lịch sử hoạt động

### Chiến tranh Việt Nam

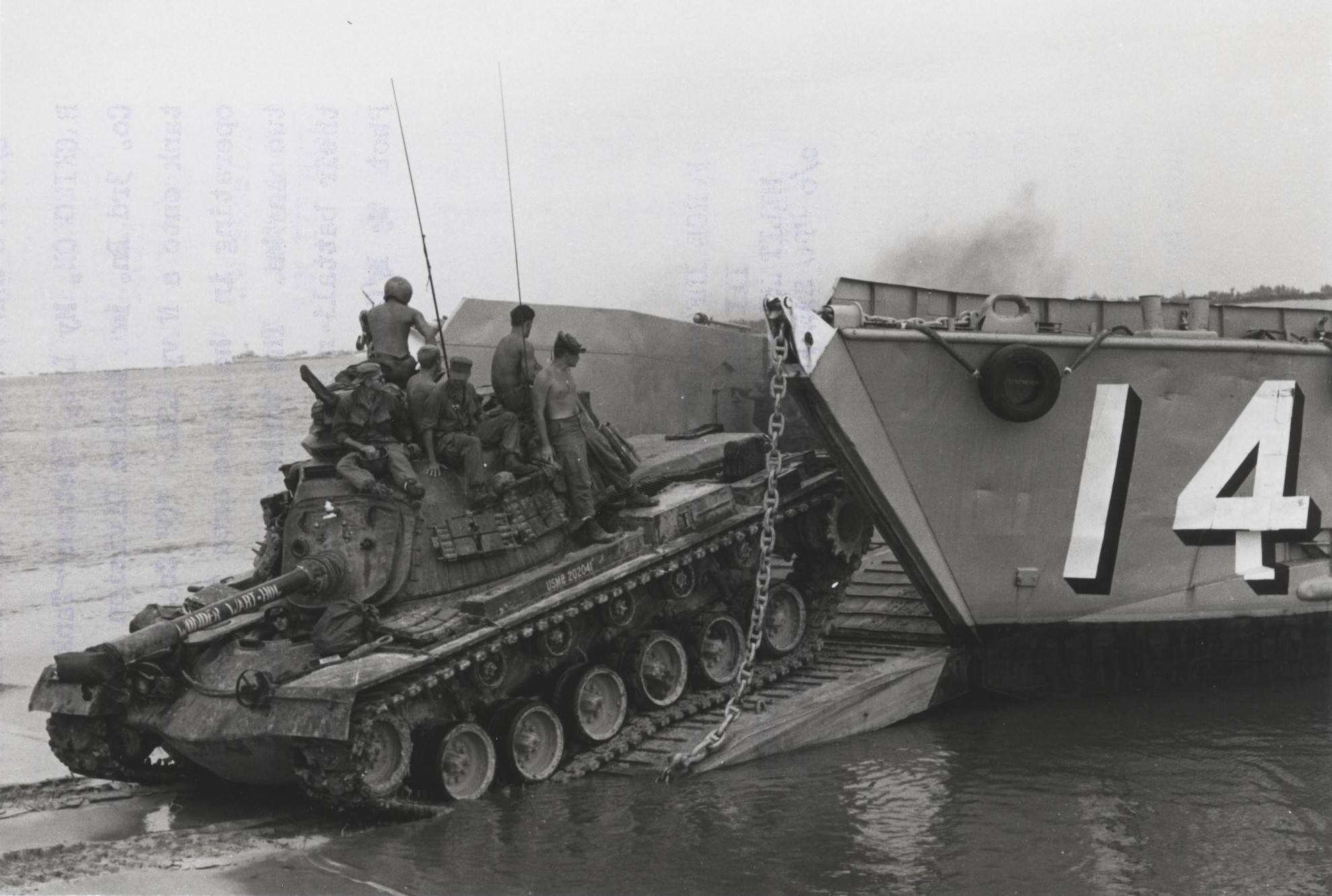
M48 thuộc Đại đội C, Tiểu đoàn xe tăng 3 được đưa lên tàu LCU

Vào ngày 9/3/1965, chiếc xe tăng M48A3 đầu tiên của Thủy quân lục chiến Mĩ, Tiểu đoàn tăng số 3 cập cảng Đà Nẵng. Đây là đơn vị xe tăng đầu tiên của Mĩ tại Việt Nam và được bổ sung bởi Tiểu đoàn tăng số 1 Thủy quân lục chiến sau đó 1 năm. Đơn vị tăng đầu tiên của Lục quân Mĩ là Tiểu đoàn 1, Trung đoàn kị binh số 4 vào năm 1965, phục vụ với Sư đoàn 1.
Ban đầu, quân đội Mĩ không có mấy hứng thú để bố trí xe tăng đến Việt Nam do cảm thấy chúng không phù hợp với địa hình và kiểu chiến tranh không quy ước. Ví dụ như vào tháng 9 năm 1966, tiểu đoàn 2 của trung đoàn xe tăng 34 đến Việt Nam. Trong cuộc hành quân lớn đầu tiên thuộc Sư đoàn 1 Bộ binh, 34 chiến xa M48A3 ngay lập tức bị kẹt trong bùn, chiếm hơn một nửa số xe, khiến hoạt động tạm thời bị đình chỉ. Trong điều kiện địa hình Việt Nam, M48 Patton nặng tới 52 tấn nên rất dễ bị mắc kẹt trong bùn lầy, cũng như thường bị đứt xích.
Tuy nhiên, kinh nghiệm của Tiểu đoàn 1, Trung đoàn 4 cho thấy xe tăng rất hữu dụng trong việc hỗ trợ các hoạt động của bộ binh cơ giới và chỉ đạo các vai trò khác. Và sau đó, có 3 tiểu đoàn tăng được bố trí đến Việt Nam: Tiểu đoàn 2, Trung đoàn thiết giáp 34; Tiểu đoàn 1, Trung đoàn thiết giáp 69 và Tiểu đoàn 1, Trung đoàn thiết giáp 77, tất cả đều dùng M48A3. Cùng với đó là nhiều xe tăng khác hoạt động trong các tiểu đoàn kị binh thiết giáp. Ban đầu, các tiểu đoàn kị binh thiết giáp thuộc cấp trung đoàn chứa 1 đại đội tăng bao gồm 3 trung đội (mỗi trung đội 5 xe tăng) và 2 xe tăng chỉ huy, một trong 2 chiếc đó mang lưỡi đào mở đường. Các đội hình đó sau đó được bố trí lại và đến 1969, các xe tăng Patton bắt đầu được thay bởi xe tăng hạng nhẹ M-551 Sheridan. Các tiểu đoàn tăng bao gồm 54 xe tăng với 3 đại đội tăng 17 chiếc (bố trí giống đại đội tăng của tiểu đoàn kị binh bọc thép) và 3 xe tăng chỉ huy. Các tiểu đoàn này thường xuyên được chia nhỏ thành các đại đội hoạt động chung với nhiều đơn vị bộ binh khác nhau hay để thực hiện các nhiệm vụ an ninh.
Số lượng xe tăng M48 tối đa đạt được vào giữa năm 1968, khi tất cả các đơn vị đều đến nơi. Lục quân Hoa Kỳ có hơn 400 xe tăng M48; USMC có hơn 150 xe tăng M48, với tổng số khoảng 600 xe.
Chiến thuật xe tăng ở Việt Nam thể hiện môi trường của cuộc chiến. Patton thường được dùng để cung cấp hỏa lực nặng để hỗ trợ trực tiếp các hoạt động của bộ binh hay dùng để đẩy lui mai phục trong các nhiệm vụ hộ tống. Các đại đội tăng đôi khi được bố trí vào nhiệm vụ bảo vệ sân bay nơi mà các viên đạn canister của chúng chứng tỏ hiệu quả tốt. Kẻ thù chính của xe tăng Mĩ ở Việt Nam không phải là thiết giáp địch mà là mìn, gây ra hơn 75% thiệt hại của xe tăng. Các mối nguy chính khác là vũ khí chống tăng của bộ binh như B-40, B-41, DKZ-82 và Tên lửa chống tăng B-72...

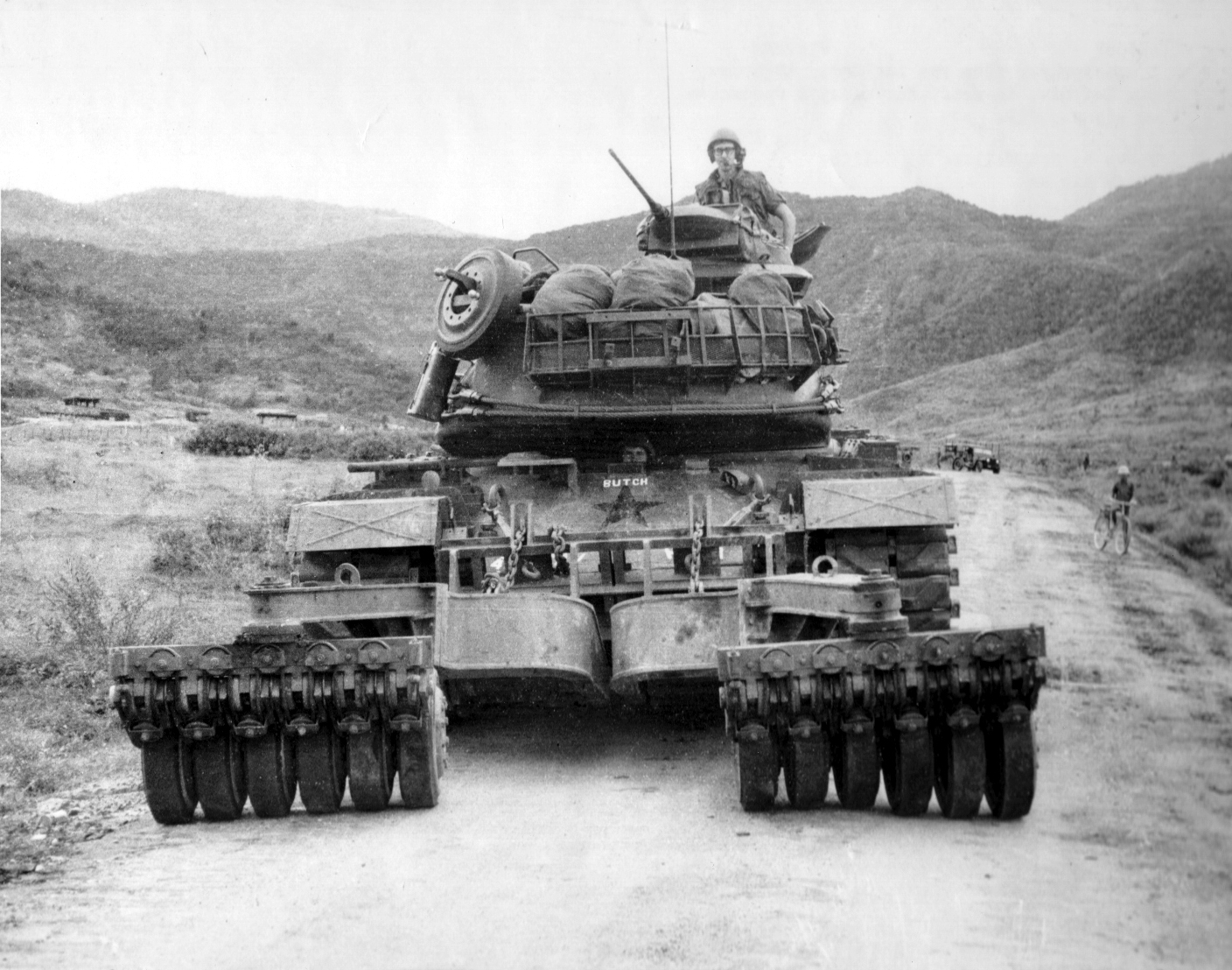
M48 với con lăn phá mìn

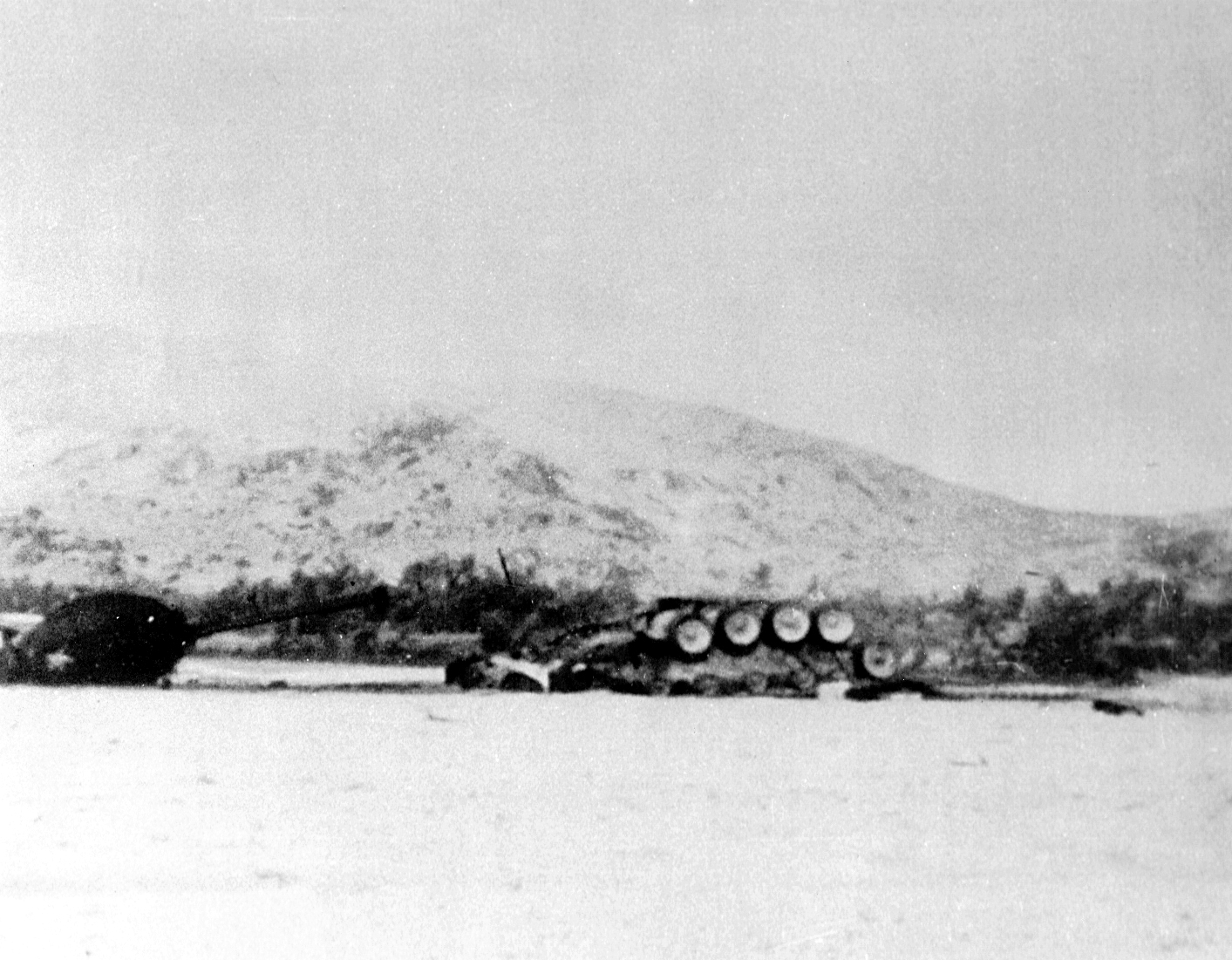
M48A3 bị hư hại sau vụ nổ mìn tại Việt Nam

Mặc dù không được thiết kế cho kiểu chiến trường này, M48A3 vẫn cho thấy có thể đáp ứng các mong đợi vào nó. Nó là loại xe tăng bền bỉ và có thể sống sót trừ những quả mìn cực lớn. Nếu các bộ phận dự phòng có đủ thì chiếc xe tăng thường có thể sửa lại được vào ngày hôm sau. Quân Giải phóng miền Nam đôi khi sử dụng bom của máy bay để làm mìn. Ví dụ như năm 1966 tại gần Củ Chi, một chiếc M48A3 của Tiểu đoàn 1, Trung đoàn 69 trúng một quả mìn 500 lb (~225 kg) làm phá tung phần cuối đuôi xe và toàn bộ động cơ, dù vậy tổ lái vẫn sống sót một cách thần kỳ. Tuy nhiên, xe tăng M48, như bất kì loại xe tăng cùng thời nào cũng đều cho thấy dễ tổn hại trước RPG-7. Như Đại tá Lục quân Hoa Kỳ Frederick Oldinsky, người từng tham chiến tại Việt Nam, đã chỉ ra rằng: trong hầu hết các trường hợp, giáp trước của M48 Patton có thể chịu được đạn chống tăng RPG-2 (sức xuyên 180mm thép), nhưng một cú đánh từ súng RPG-7 (sức xuyên 330mm thép) vào bất kỳ vị trí nào của M48 đều đủ sức xuyên qua lớp giáp xe. Đôi khi, một xe tăng có thể trúng vài phát đạn mà vẫn chiến đấu được, nhưng ngược lại, đôi khi chỉ 1 phát đạn xuyên phá qua giáp và kích nổ đạn trong xe cũng đủ khiến cho xe bị tiêu diệt hoàn toàn.
Do thường đi hộ tống bộ binh nên M48 cũng thường xuyên gặp phục kích. Vào ngày 31 tháng 12 năm 1967, một đoàn xe vận tải gồm 60 chiếc dưới sự che chở của 11 xe bọc thép (2 xe tăng M48 của Trung đoàn 5C, 8 xe bọc thép chở quân ACAV và 1 xe gắn súng cối), trước khi đến trại Blackhorse, đã bị phục kích bởi bộ binh. Trong vòng 10 phút, hầu hết các xe hộ tống đã bị hỏa lực của quân Giải phóng phá hủy: 1 xe tăng và 4 chiếc ACAV bị phá hủy, 1 xe tăng và 3 chiếc ACAV khác bị hỏng nặng, 42 lính Mỹ chết hoặc bị thương. Quân Giải phóng không bị tổn thất gì (không có ai chết hoặc bị thương).
Một phiên bản đặc biệt của Patton cho Thủy quân lục chiến Mĩ là M67A2, là một xe tăng M48A3 mang súng phun lửa M7-6 và có bình nhiên liệu khoảng hơn 1400 l (378 gallon). Súng phun lửa phóng lửa qua nòng pháo giả và có tầm phóng hoả từ 180-200m với thời lượng 60s cho mỗi lần nạp nhiên liệu.
Trong toàn cuộc chiến chỉ có một trường hợp duy nhất xe tăng giữa Mĩ và Quân đội Nhân dân Việt Nam giao chiến. Vào đêm ngày 3/3/1969, Đại đội số 16, Tiểu đoàn 4, Trung đoàn thiết giáp 202 của Quân đội Nhân dân Việt Nam tấn công vào căn cứ Mĩ ở Bến Hét với bộ binh, vài xe tăng PT-76 và xe thiết giáp chở quân BTR-50 với mục đích tiêu diệt các cỗ pháo tự hành M107 175mm đóng tại đó. Căn cứ được bảo vệ bởi vài chiếc M42 Dusters và 1 trung đội M48A3. Kết quả trận đánh là 1 chiếc PT-76 và 1 chiếc BTR-50 bị phá hủy (1 chiếc PT-76 khác bị hỏng vì trúng mìn), phía Mỹ có 1 chiếc M48 của Mỹ bị bắn hỏng khiến 2 lính tăng chết và 2 bị thương.
Đến năm 1971, các xe tăng M48A3 còn lại được Mĩ để lại cho Quân lực Việt Nam Cộng hòa. Tháng 7/1971, Thiết đoàn tăng số 20 là trang bị chủ yếu với M48A3 được thành lập.

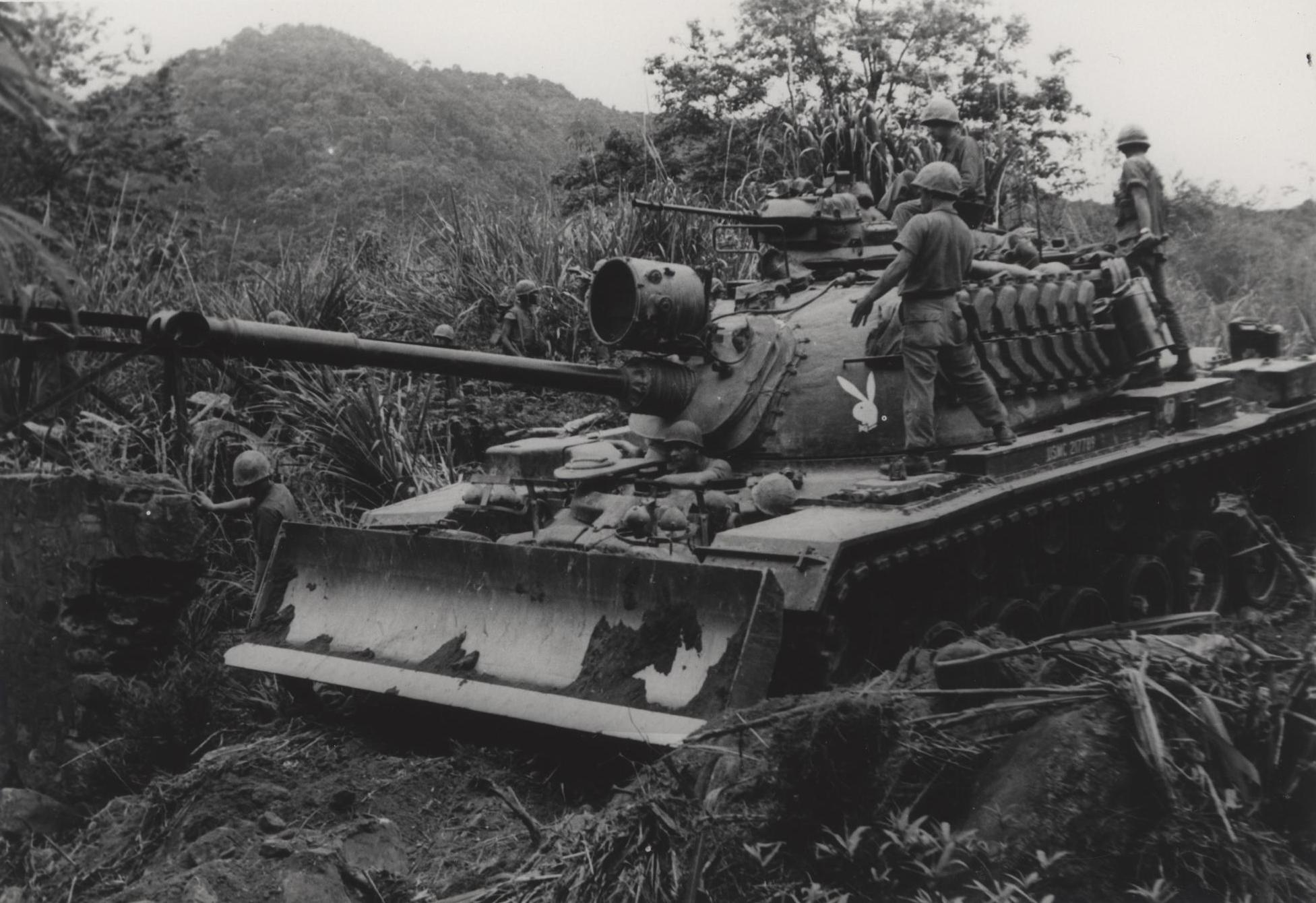
M48 thuộc Tiểu đoàn xe tăng 1 ủi đất yểm trợ cho Thủy quân Lục chiến Mỹ phía Nam Đà Nẵng

Tháng 3/1972, Quân đội Nhân dân Việt Nam tấn công vào Quảng Trị với 2 trung đoàn xe tăng. Quân đội Sài Gòn điều Thiết đoàn xe tăng số 20 (gồm 57 xe tăng M48A3) và Lữ đoàn thiết giáp số 1 (gồm 57 xe M48A3) tới khu vực để chặn đường tấn công của Quân đội Nhân dân Việt Nam tại Quảng Trị. Ngày 9/4/1972, với chiến thuật "Trâu Rừng" (giấu xe trong chiến hào, chỉ nhô tháp pháo lên để phục kích), 8 xe M48 đã bắn hạ được 6 xe tăng của QĐNDVN. Song đến ngày 27/4/1972, đến lượt hàng chục M48 bị T-54 của Quân đội Nhân dân Việt Nam bắn hạ bằng chiến thuật bí mật áp sát, trong đó riêng Đại đội trưởng Nguyễn Văn Thái đã diệt được 5 chiếc ở Tây Đông Hà. Trong 1 tháng, cả hai đơn vị thiết giáp của quân đội Sài Gòn bị tiêu diệt gần như hoàn toàn (Trung đoàn xe tăng số 20 mất toàn bộ 57 xe M48, trong khi Lữ đoàn thiết giáp số 1 mất 43 xe M48). Kết quả là vào tháng 5/1972, Hoa Kỳ phải viện trợ khẩn cấp cho VNCH thêm 120 chiếc M48A3 để bù đắp thiệt hại.
Sau khi thoả thuận ngừng bắn năm 1973 diễn ra, Thiết đoàn 20 được Hoa Kỳ tổ chức lại cùng với 2 thiết đoàn số 21 và 22 với xe tăng M48A3. Cũng có một số đại đội Patton được thành lập để dùng trong các đơn vị kị binh bọc giáp. Cho đến đầu năm 1975, quân đội Sài Gòn có 3 Thiết đoàn chiến xa trang bị M48 với tổng số 162 xe, tất cả đều là M48A3 - phiên bản hiện đại nhất khi đó.
Tính đến tháng 10 năm 1974, quân Việt Nam Cộng hòa có 271 xe tăng M48A3:
- MR1: Trung đoàn 20, Lữ đoàn 1 - 54 xe, tất cả đều hoạt động.
- MR2: Trung đoàn 21, Lữ đoàn 2 - 54 xe, trong đó 51 chiếc sẵn sàng chiến đấu.
- MR3: Trung đoàn 22, Lữ đoàn 3 - 54 xe, trong đó 50 chiếc sẵn sàng chiến đấu;
- Tiểu đoàn huấn luyện - 10 xe, tất cả đều sẵn sàng chiến đấu.
- Đang dự trữ / sửa chữa - 99 xe.[9]

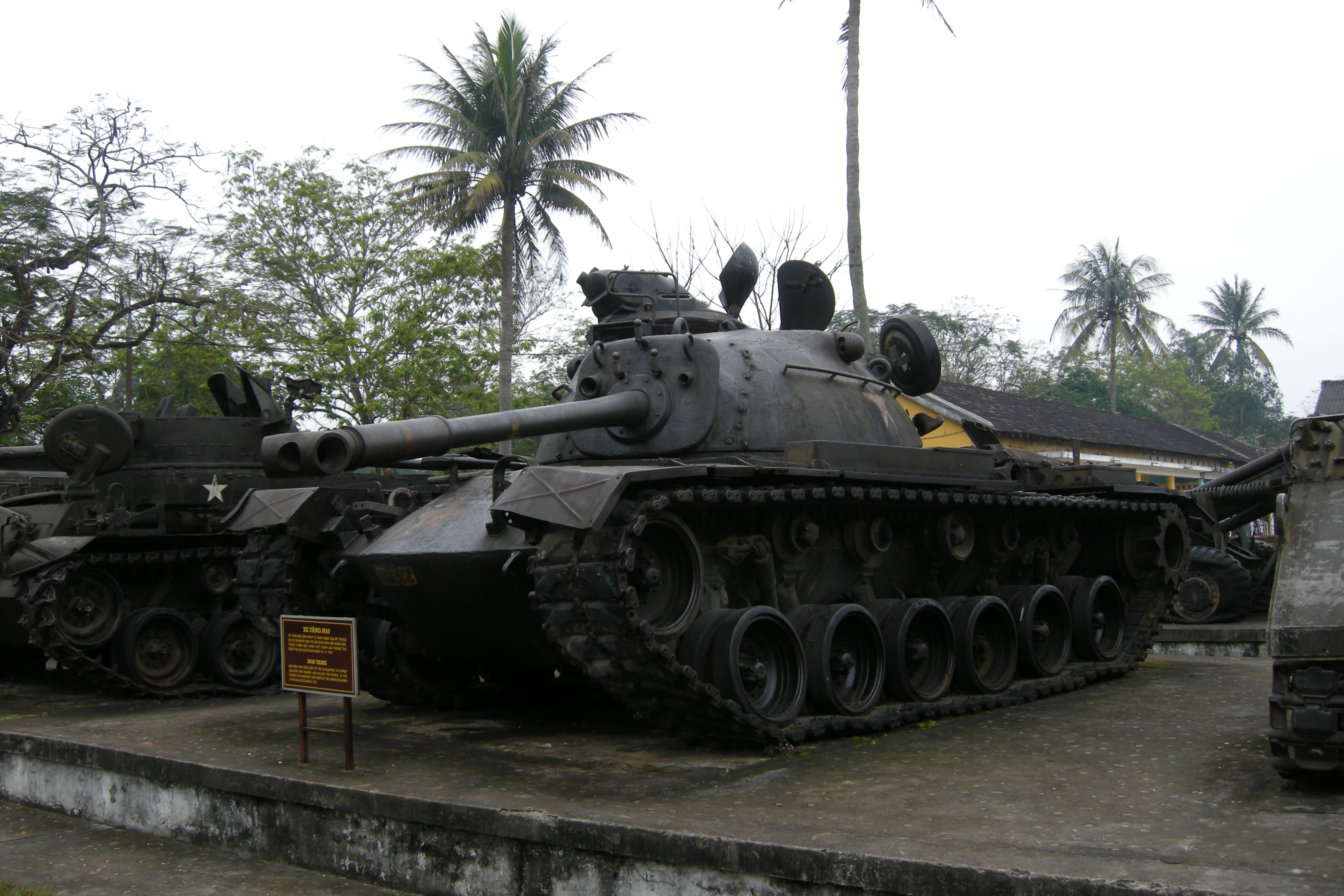
M48 Patton bị QGP thu giữ tại căn cứ Phú Bài ngày 25/3/1975

Về lý thuyết thì lính tăng của Quân lực Việt Nam Cộng hòa phải trải qua khóa huấn luyện lâu và kỹ lưỡng hơn so với lính tăng Quân đội Nhân dân Việt Nam, nhưng tinh thần chiến đấu và kinh nghiệm thực tế của họ thì khá thấp. Trong cuộc tổng tấn công năm 1975, cùng với sự sụp đổ nhanh chóng của toàn thể quân đội Việt Nam Cộng hòa, lực lượng xe tăng M48 không thể hiện được gì nhiều và bị nhấn chìm hoàn toàn. Hầu hết các đơn vị xe tăng của Quân lực VNCH đều bị tiêu diệt hoặc bị bắt sống ở các tỉnh miền bắc Trung bộ và chỉ có một số ít trong số các xe tăng M41 và M48 sống sót được qua cuộc chiến, chúng đều bị Quân đội Nhân dân Việt Nam thu làm chiến lợi phẩm.
Số lượng M48A3 của Mỹ viện trợ cho Quân lực VNCH:
1971: 54.
Tháng 5/1972: 120.
Tháng 10/1972: 72.
Tháng 11/1972: 59.
1973-1974: 74.
Tổng cộng: 379 xe M48, tất cả số xe tăng này đã bị phá hủy hoặc bị tịch thu. Ngoài ra, quân đội Mỹ mất ít nhất 123 xe tăng M48 trong chiến tranh (chỉ tính những xe bị phá hủy hoàn toàn, chưa tính những xe bị bắn hỏng nhưng có thể sửa lại được). Tổng cộng Quân đội Mỹ và VNCH mất hơn 500 xe tăng M48 trong cuộc chiến.
Sau chiến tranh, Việt Nam tịch thu được hàng chục xe M48, ít nhất một xe M48 được tặng cho Liên Xô, và một chiếc khác được tặng cho Cuba.

### Các nước khác
Trong Chiến tranh Yom Kippur, M48 của Israel đã chịu tổn thất lớn bởi tên lửa chống tăng. Tên lửa 9M14 Malyutka (AT-3 Sagger) đã được quân đội Ai Cập và Syria sử dụng thành công trong cuộc chiến tranh năm 1973 này. Các nguồn của Liên Xô cho biết tên lửa 9M14 đã tiêu diệt 800 xe tăng của Israel trong chiến tranh (chủ yếu là loại M48), dù một số nguồn nói rằng con số này lên tới 1.063 xe - nhưng con số 1.063 xe có thể bao gồm những xe tăng ngừng hoạt động trong vòng khoảng 24 giờ.
Năm 1974, khi Thổ Nhĩ Kỳ tấn công đảo Síp đang do Hy Lạp nắm giữ, Hy Lạp đã điều động 32 chiếc T-34-85 đối đầu với 200 chiếc xe tăng M48 Patton của Thổ Nhĩ Kỳ. Kết thúc cuộc chiến Hy Lạp chỉ bị mất 12 chiếc xe tăng trong đó có 4 chiếc là bị bỏ lại, còn Thổ Nhĩ Kỳ bị phá hủy 19 chiếc. T-34 đã gây ngạc nhiên lớn, bởi khi đó nó đã được xem là rất lạc hậu nhưng vẫn đánh thắng xe tăng chiến đấu hiện đại của Mỹ.
Năm 1982, M48 là xe tăng chủ lực của Israel cuộc xâm chiếm quân sự của Israel vào Syria. Quân đội Syria đã bố trí khoảng 250 xe tăng T-72. Dù chỉ là phiên bản xuất khẩu đã bị cắt giảm tính năng, các xe tăng T-72 của Syria vẫn chứng minh sự vượt trội của mình trước M48 Patton và M60 của Mỹ. Pháo 105mm trên xe M48 cải tiến và M60, loại pháo tăng mạnh nhất của phương Tây thời điểm đó, đã không thể xuyên được giáp trước của T-72M từ cự ly ngoài 1500 mét. Trong cùng thời điểm đó, đạn pháo 125mm trên T-72 đủ khả năng bắn thủng đầu xe tăng địch ở tầm xa 2000 mét.
Năm 1988, M48 tiếp tục tham gia trong Chiến tranh Iran-Iraq. Tuy nhiên, M60 và M48 Patton của Iran không thể là nguy cơ đe dọa lớn đối với T-72M – giáp đầu xe chịu được sức công phá của pháo tăng 105mm trên hai loại xe này. Trong điều kiện vượt trội gần như hoàn toàn về xe tăng, quân đội Iraq đã chiến thắng sau 32 giờ tại khu vực bán đảo Fao. Khoảng 200 xe tăng M48 và M60 của Iran đã bị hạ, đổi lại Iraq chỉ tổn thất khoảng 50 xe T-54 và T-62.

## Biến thể
- M48: Phiên bản đầu tiên với khẩu pháo 90mm M41, bệ súng máy từ xa M1, trang bị động cơ AV-1790-5 hoặc AV-1790-7.
- M48A1: Phiên bản chính thức được trang bị bệ súng máy từ xa M1, thiết thân xe được làm lại, trang bị thêm thùng nguyên liệu để tăng tầm bắn của xe.
- M48A2: Thân xe được làm lại với hệ thống treo mới và cửa ra vào động cơ có cửa chớp lồi lên, trang bị động cơ AV-1790-8.
- M48A3: Trang bị động cơ diesel AVDS-1790-2A, cải tiến bệ súng máy từ xa M1E1.
- M48A4: Cải tiến giữa thân xe M48a1 với tháp pháo M60, Trang bị Pháo 105mm M68.
- M48A5K: Phiên bản của Hàn Quốc với pháo 105mm, hệ thống điều khiển hỏa lực mới và được cho là hiệu quả hơn xe tăng M60 đời đầu.
- M48A5E: Phiên bản của Tây Ban Nha với pháo 105mm, thiết bị tìm tầm laser.
- M48A5T1: Phiên bản nâng cấp của Thổ Nhĩ Kỳ, tương tự M48A5, phiên bản T2 có thiết bị quan sát hồng ngoại.
- CM11: Phiên bản của Đài Loan với tháp pháo M48H gắn vào thân xe M60. Có hệ thống điều khiển hỏa lực tiên tiến với máy tính đạn đạo và thiết bị ngắm được ổn định với thiết bị quan sát hồng ngoại(tương tự M1 Abrams) gắn với pháo 105mm, cho phép khả năng bám sát mục tiêu khi di chuyển.
- CM12: Phiên bản của Đài Loan, gắn tháp pháo CM11 vào các thân xe M48A3.
- AVLB: Phiên bản xe bắt cầu dùng bởi Israel và Đài Loan.
- M67: Phiên bản xe phun lửa.

## Các quốc gia sử dụng
Hoa Kỳ
 Hy Lạp:390 chiếc M48A5
 Iran:80 chiếc
 Israel:561 chiếc
 Jordan:200 chiếc
 Hàn Quốc
 Đài Loan:550(450 CM-11 và 100 CM-12)
 Philippines
 Pakistan:345 M48A5
 Thái Lan:150 M48A5
 Thổ Nhĩ Kỳ:758 M48A5T2
 Việt Nam: Đã loại biên

## Các nước từng sử dụng
Hoa Kỳ
 Philippines
 Tây Ban Nha
 Thái Lan
 Việt Nam Cộng hòa: Được Hoa Kỳ cung cấp để tham gia chiến tranh Việt Nam để chống lại Quân đội Nhân dân Việt Nam. Trong chiến đấu, Quân đội Nhân dân Việt Nam đã tịch thu hàng loạt xe M48 Patton, một số được tiếp tục sử dụng sau đó.
 Việt Nam Dân chủ Cộng hòa: Quân đội Nhân dân Việt Nam suốt Chiến tranh Việt Nam đã tịch thu rất nhiều những chiếc xe tăng M48 Patton của Mỹ và chúng đã tham gia vào các trận chiến về sau tới tận ngày giải phóng Sài Gòn, trước khi được đưa vào sử dụng ở chiến trường Tây Nam giải phóng các Thành phố và Tỉnh của Campuchia từ tay chế độ Khmer Đỏ. Hiện nay đang cất trong kho một số xe.
 Tây Đức
 Tunisia

## Sự phổ biến trong văn hóa
M48 Patton xuất hiện trong một số game chiến tranh Việt Nam như Battlefield Vietnam, Viet Cong 2 và Battlefield: Bad Company,v.v....
Trong Battlefield Vietnam thì M48 Patton có mặt trong các trận đánh như ở Huế 1968 ,Quảng trị 1968-1972. Cùng đời với tựa game này, Battlefield 1942 trong lực lượng quân đồng minh có loại xe tăng M4 Sherman.